# Meteoritø
Meteoritø (grönländska: Savigsivik) är en ö i Grönland (Kungariket Danmark).   Den ligger i kommunen Qaasuitsup, i den nordvästra delen av Grönland, 1 400 km norr om huvudstaden Nuuk. Arean är 33 kvadratkilometer.
Terrängen på Meteoritø är lite kuperad. Öns högsta punkt är 336 meter över havet. Den sträcker sig 8,4 kilometer i nord-sydlig riktning, och 7,8 kilometer i öst-västlig riktning.